# Битва за Нджамену (2008)
Битва за Нджамену началась 2 февраля 2008 года, когда чадские повстанческие силы после трехдневного продвижения через страну вошли в Нджамену, столицу Чада. Повстанцы изначально были успешны, взяв большую часть города и напав на защищённый президентский дворец. Однако им не удалось захватить дворец и после двух дней боев они отступили за пределы города.
Примерно через два дня они отступали на восток.
Нападение на столицу было частью крупной военной кампании по свержению президента Чада Идриса Деби. Численность повстанцев в борьбе против правительства менялась во время войны: принимали участие около 2 тыс. человек из союза сил за демократию и развитие и демократические повстанческие силы. Некоторые не-повстанческие лидеры оппозиции были арестованы правительством.
В битве погибли сотни людей, беженцами стали по крайней мере 30 тыс. человек. Французские войска эвакуировали иностранцев, но и они же, сотрудничая с национальной армией Чада сопротивлялись в перестрелках с повстанцами.
Солдаты из справедливости и равенства из Дарфура были основными союзниками правительства Чада.

## Предпосылки

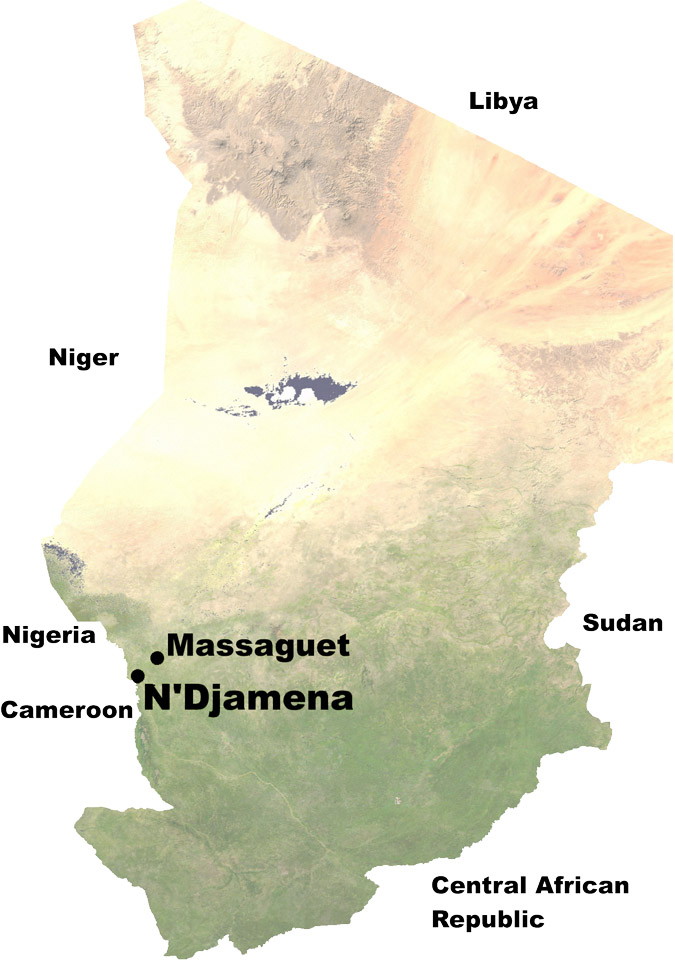
Расположение Нджамены и Массагета в Чаде

В апреле 2006 года, вскоре после начала гражданской войны в Чаде, правительственные войска отразили нападения повстанцев на столицу. Тогда были убиты сотни людей, и повстанцы несли ответственность за нападение. Объединённый фронт за демократические перемены (FUC) во главе с Мухаммедом Нур Абделькеримом сплотились в декабре 2006 года, для борьбы с правительством. Многие солдаты FUC сопротивлялись национальной армии Чада совместно с другими повстанческими группами, такие как Союз сил за демократию и развитие (UFDD), основанный в октябре 2006 года, во главе с Махаматом Нури.
Летом и осенью 2007 года обширные мирные переговоры были проведены в Триполи через Ливийское посредничество между правительством Чада и четырьмя основными группами повстанцев (UFDD, UFDD-F, RFC и CNT). В конце концов переговоры привели к мирному соглашению, подписанному 25 октября 2007 года в Сирте, в присутствии президента Идрисса Деби, ливийского лидера Муаммар аль-Каддафи и президента Судана Омара аль-Башира. Как часть договора, повстанцы и правительство договорились о немедленном прекращении огня, всеобщую амнистию и право повстанцев на присоединение к военным и созданию политических партий.
В ноябре 2007 года мирное соглашение прервано, и война вновь была возобновлена. Хотя CNT сплотились для борьбы, другие подписавшие договор в Сирте 13 декабря 2007 года объявили о создании единого военного командования с коллегиальным руководством. UFDD могло рассчитывать в этот момент на 2000-3000 человек, в то время как союзные RFC имели около 800 человек и UFDD-F 500 военнослужащих.

## Повстанцы продвигаются к Нджамене
Повстанцы начали наступление на Нджамену от восточной границы с Суданом, на расстоянии более 1000 километров пустынной местности вдали от Нджамены. Они ехали колонной от 250 до 300 автомобилей, каждая везла от 10 до 15 человек. 30 января 2008 года повстанческие войска захватили Ум-Хаджер, расположенный в центре региона Батха, в около 400 км от столицы.
Солдаты из JEM, группа Дарфурских повстанцев, прибыли в Нджамену для поддержки стороны правительства в конце января, и армейские патрули в городе были увеличены в рамках подготовки к нападения повстанцев.
На фоне постоянно растущего напряжения, Франция отправила боевое подразделение из 126 человек в Чад, присоединившихся к 1 100 ранее дислоцированных там. 54 ирландских солдата совершили посадку в Нджамене в качестве передовой отряд силы Европейского союза. Они защищали лагери беженцев в восточном Чаде, но эта миссия была отложена, так как повстанцы уже подошли к столице.
14 австрийских солдат прибыли в Нджамену 31 января 2008 года и увязло в городе.
Повстанцы столкнулись с правительственными войсками, во главе с президентом Деби, в Массагете 1 февраля, в 80 км к северо-востоку от Нджамены. Борьба была очень жестокой. Во время боя повстанцы были в состоянии определить местонахождение и сосредоточить огонь по бронированной машине президента Деби. 2 февраля был убит начальник штаба армии Дауд Соумайн. Правительственные войска отступили в столицу.

## Сражения

### 2 февраля: Битва в городе
Чадские повстанцы, как сообщалось, вошли в Нджамену около 7:00 утра в субботу 2 февраля 2008 года, со стороны Массагета. Повстанцы разделились на две колонны. Одна была остановлена в 3 км от президентского дворца, где её обстреляли правительственные танки. Другая колонна взяла под свой контроль восточную часть города, а затем направилась в сторону президентского дворца, где также была остановлена огнём танков. Очевидцы сообщали, что видели мятежников к югу и к востоку от Нджамены, позже приблизившихся к президентскому дворцу. Над городом стоял дым от артиллерии. Один житель сообщил Reuters: «Мятежники направились к дворцу, они находятся в двух кварталах отсюда. Повстанцы побеждают». В резиденцию посла Саудовской Аравии во время боевых действий попала бомба. Это привело к смерти жены и дочери одного из сотрудников посольства. Повстанцы на 15 автомобилях проехали мимо Libya Hotel, из которого открывается вид здания парламента, всего через несколько часов после начала боя. Борьба, как сообщается со станции государственного радио, утихла к 12:45 вечера.
Позже военный источник подтвердил, что повстанцы после ожесточённых боев с правительственными войсками взяли под контроль окрестности столицы и большую часть центра города. Сообщалось также, что президентский дворец, с президентом внутри, окружен, и планируется нападение на дворец поздно вечером. Правительственные войска окружили президентский дворец и пользовались тяжелым оружием против повстанцев.
Правительственные войска в сумерках сделали попытку вытолкнуть повстанцев обратно на восток города и вернуть некоторые территории в центре города. Тем не менее, успехи, достигнутые военными, как сообщалось, были малы. Борьба в течение дня была насыщенной, и в одном пункте французских солдат завязалась перестрелка с неизвестными вооружёнными лицами. Французы защищали один из отелей, где находились иностранные граждане. Два французских солдата получили легкие ранения. В некоторых частях города повстанцы встречали аплодисменты гражданских лиц.
В тот же день JANA, официальное информационное агентство Ливии, сообщило, что ливийский лидер Муаммар Каддафи убеждал Нури об окончании боевых действий. Это предложение было отклонено повстанческим представителем.

### 3 февраля: Продолжение боевых действий и вывод повстанцев
Свидетели сообщили, что слышали противотанковое и автоматическое оружия из центра города, примерно в 5:00 утра.
Рейтер сообщило, что город был разделен на две части, с контролем повстанцев на юго-западе. Правительственные войска отказались от защиты основных радиостанций, а после ухода повстанцев здание было разграблено и подожжено. Отчёты также говорят, что так же был правительственный вертолёт с ракетой, который преследовал мятежников.
Поздно вечером 3 февраля повстанцы сообщили, что они были временно выведены из Нджамены. Правительство заявило, что вывело повстанцев из города и бой был закончен.

### 4 февраля: Повстанцы за пределами города
Тысячи жителей покинули город после вывода повстанцев. Французы, считая, что повстанцы будут снова атаковать, продолжали эвакуировать иностранцев.
Позже в тот же день появились сообщения о возобновлении боевых действий, повстанцы вернулись в город, но эти действия вскоре закончились ввиду заявления повстанцев о прекращении огня.

## Остановка подкрепления
Во время битвы справедливость и равенство (JEM), группа Дарфурских повстанцев, быстро перемещалась большой колонной (по сообщению JEM, 100—200 транспортных средств) к Нджамене, для ведения боя на стороне правительства. RFC объяснили своё отступление от города, противостоянием этой угрозе. Официальное информационное агентство Судана заявило, что чадское подкрепление повстанцев против правительства движутся к городу с юга Чада. JEM боролись в восточной части страны с целью остановить силу в 2 500 чадских повстанцев, которые двигались со стороны Судана для укрепления войск за пределами Нджамены. Суданские ВВС поддерживали чадских повстанцев. Чадские повстанцы победили. СМИ в пользу UFDD сообщили, что колонна RFC укрепляется повстанческими силами в Нджамене.

## Последствия
Ребель, представитель Абдерамана Куламаллаха заявлением о том, что «страдает народ Чада» привел к согласию о прекращение огня и что сделано было это «в соответствии с мирными инициативами братских стран Ливии и Буркина-Фасо». Он также призвал к «национальному диалогу с целью мирного урегулирования конфликта Чада». Премьер-министр Дельва Кассире Кумакуе, утверждая, что говорить о чьей либо победе нет смысла ввиду повстанческого заявления о прекращении огня.
Повстанцы 5 февраля остались на окраине города, утверждая, что они могут легко взять город, если бы не было французских солдат. За пределами города ещё была слышна стрельба, но в Нджамене было уже спокойно. 6 февраля чадские ударные вертолёты бомбили позиции повстанцев за пределами города. Правительство заявило, что будет преследовать повстанцев, которые остаются на 200 пикапах. В Нджамене ещё были широко распространены грабежи.
6 февраля Идрис Деби, после встречи с французским министром обороны Эрве Мореном, одетый в военную форму, выступил на пресс-конференции в первый раз с начала конфликта. Деби заявил, что его войска разгромили мятежников, которых он охарактеризовал как «наёмников руководства Судана», и что его силы были под «тотальным контролем» как в городе, так и по всей стране. В ответ на вопрос о его ранении, он жестом заявил: «Посмотрите на меня, я в порядке». Также он сообщил, что он не знает местонахождения более трёх четвертей членов его правительства, и он предупредил, что вопрос о «предателях» будет рассмотрен «когда придёт время». Морен предложил, чтобы повстанцы не ждали полного разгрома по приходе подкрепления. Суданские власти оперативно отвергли обвинения президента Деби о причастности Судана. Разведывательные службы генерал-майора Салах Гоша заявили 7 февраля, что Судан «призвал к эвакуации из Нджамены оппозиции и оппозиция согласилась» и что он «объединил свои усилия с ливийцами по достижению прекращения огня». Когда суданские СМИ в эфире докладывали об участии государства в действиях, правительство ответило вводом ежедневной цензуры прессы от 6 марта.
Кумакуем 7 февраля было объявлено введение комендантского часа от сумерек до рассвета для части страны, в том числе для Нджамены, а Деби призвал Европейский союз направить миротворческие силы в Чад. Между тем, повстанцы заявили, что они перегруппировались в Монго (400 километров к востоку от Нджамены). Французские и чадские военные пришли к выводу, что мятежники были полностью выведены из Нджамены и не будут снова атаковать город. Европейский союз начал развертывание войск 12 февраля 2008 года. Через месяц после битвы правительство начало рыть трехметровый глубокий ров вокруг города, с несколькими укреплёнными шлюзами, для воспрепятствия нападения на Нджамену. Суд в Нджамене выявил лидеров повстанцев и их роль в нападении на Нджамену. В августе 2008 года для 12 человек был вынесен приговор смертной казни, в их числе были бывший президент Чада Хиссен Хабре и военачальники Тимане Эрдими и Махамат Нури.

## Жертвы и беженцы
Официальной статистики количества убитых нет, но люди часто сообщали о погибших, которые порой лежали на улицах города. Организация «Врачи без границ»(MSF) заявила 3 февраля о большом количестве трупов в городе, и что 300 человек находились в больницах. После битвы, MSF заявила о том, что в больницах насчитывается 100 убитых мирных жителей и около 700 человек с ранениями. Красный Крест говорил 5 февраля о сотнях гражданских лиц, убитых в ходе боевых действий, и о более тысячи получивших ранения. Позже они упоминали о более 160 убитых гражданских лицах. Улица Мобуту, главная магистраль и другие улицы, были усыпаны военными и гражданскими жертвами и обугленными останками танков и пикапов, принимавших участие в действиях. 6 марта, президент Деби дал оценку о 700 убитых в городе, большинство из которых были мирными жителями. Большинство сотрудников гуманитарных организаций были эвакуированы из Чада, и по меньшей мере 30 тысяч беженцев мигрировали в Камерун в соответствии с UN official Sophie de Caen.